# 下維爾德格魯本峰

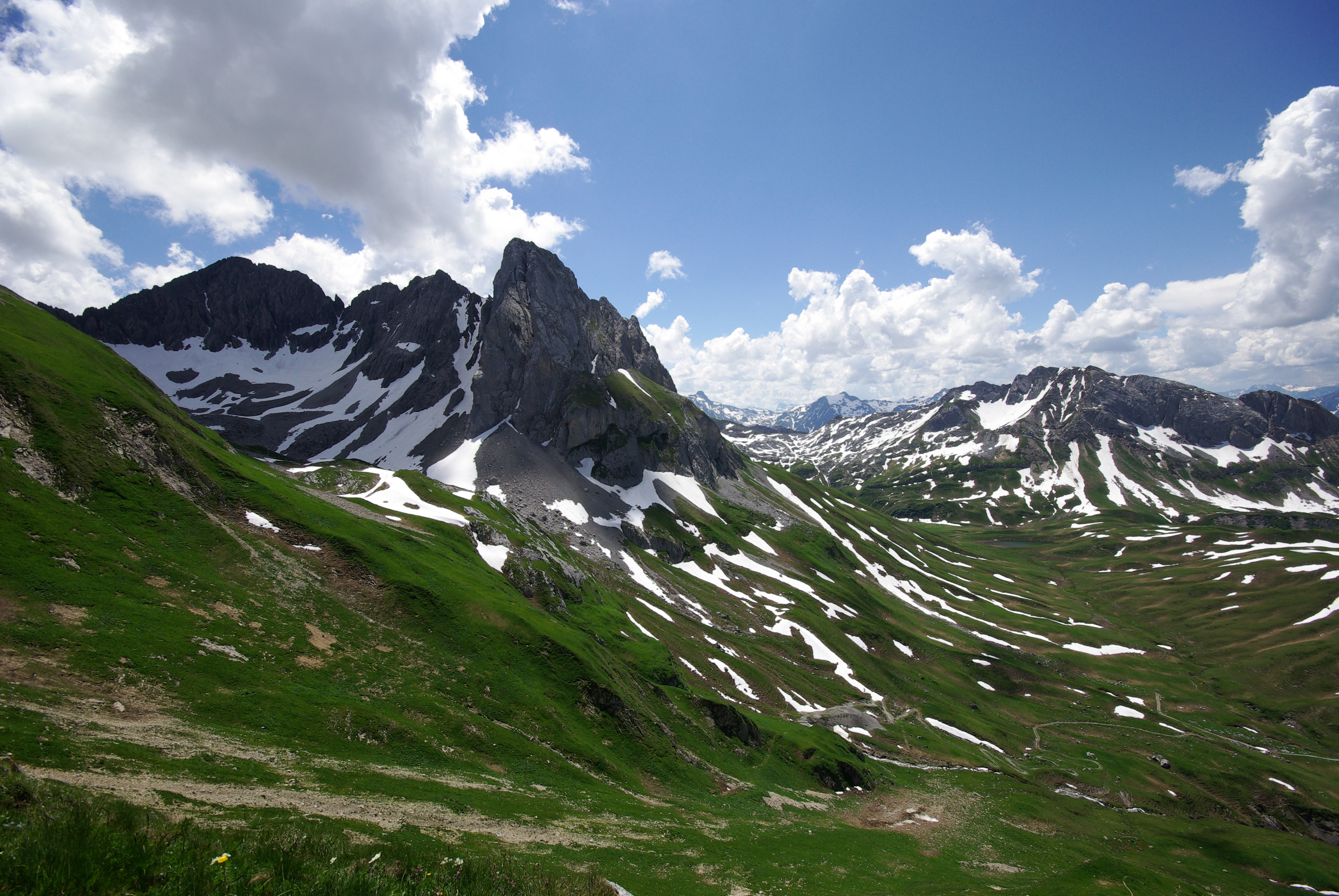

47°09′53″N 10°07′34″E / 47.1648278°N 10.1261556°E
下維爾德格魯本峰（德語：Untere Wildgrubenspitze），是奧地利的山峰，位於該國西部，由福拉爾貝格州負責管轄，屬於萊希奎倫山脈的一部分，海拔高度2,753米，人類在1877年首次登頂。